# Històmer
Un històmer és un octàmer d'histones al voltant del qual s'hi arrollen dues espires de DNA. Un històmer per tant, és format substancialment per aminoàcids (les histones són de naturalesa proteínica). L'octàmer és constituït per dues còpies de cadascuna de les quatre proteïnes de la histona de base (anomenades respectivament H2A, H2B, H3 i H4). Aquestes histones presenten cues N-terminals a la zona central, mentre que els dominis C-terminals són de caràcter hidròfob.
Els històmers ja lligats pel DNA s'hi uneixen al si d'aquest per conformar cadenes conegudes per la seua similitud amb "collarets de perles".